# Gare de Zeuthen
La gare de Zeuthen est une gare ferroviaire à Zeuthen, au sud de Berlin. Elle se trouve sur la ligne de Berlin à Görlitz.
Le centre de Zeuthen est à environ 500 mètres de la gare, le centre-ville de Berlin à environ 25 kilomètres à vol d'oiseau au nord-ouest. La gare d'Eichwalde est à 2,8 km au nord et la gare de Wildau à 3,4 km au sud.

## Histoire
À l'ouverture le 24 mai 1868, la gare se trouve initialement à Miersdorf au dépôt d'Hankel (de) et s'appelle Hankels Ablage Bude 21. Les premières années ne furent que sporadiques, à partir du 1er juin 1874, les arrêts sont réguliers. En 1892, elle prend le nom de Hankels Ablage Zeuthen. La plate-forme d'origine est au sud de la route forestière.
Pour mieux servir la place, la plate-forme est déplacée de 200 m vers le nord, du côté nord de la route forestière. La nouvelle gare ouvre le 1er novembre 1897 sous le nom de Zeuthen.
En raison de la Seconde Guerre mondiale, la gare est fermée en avril 1945 jusqu'au 21 juin 1945. Le 30 avril 1951, le premier S-Bahn électrique se rend à la gare. Vers la fin des années 1960, la voie d’intersection de la station est mise en service. Le 19 février 2001, un nouvel accès à la plate-forme est ouvert sur la plate-forme sud.
En 2018, les travaux débutent pour adapter la gare aux personnes à mobilité réduite. Le passage inférieur sera modernisé et trois ascenseurs seront installés. De plus, les escaliers menant à la plate-forme seront renouvelés. Les travaux devraient être achevés en octobre 2019.

## Service des voyageurs

### Intermodalité
La gare est en correspondance avec des lignes régionales.